# Pieter de Vries (voetballer)
Pieter de Vries (Helmond, 20 oktober 1971) is een Nederlands voormalig voetballer die als verdedigende middenvelder bij Helmond Sport speelde.
De Vries speelde vanaf de jeugd bij RKSV MULO en vanaf 1990 bij Helmond Sport. Hij debuteerde als basisspeler in de eerste wedstrijd van het seizoen uit bij BV Veendam. Hij speelde met Helmond Sport in de kwartfinalewedstrijd om de KNVB Beker op 2 juni 1994 in stadion de Meer tegen AFC Ajax (7-1 nederlaag). Na het betaald voetbal speelde De Vries nog jaren op het hoogste amateurniveau in de Hoofdklasse bij SV Deurne (1994-1997), SV Panningen (1997-2001, finale KNVB Beker voor amateurs op 1 juni 2000 in Apeldoorn tegen KBV uit Amsterdam), en RKSV Schijndel (2001-2003).